# 文景之治
文景之治是指汉文帝和汉景帝统治的时期，是中國歷史上的一個治世，奠定其後雄才大略的漢武帝將漢朝推上頂峰的基礎。

## 概述
汉初，社会经济薄弱，朝廷推崇黄老治术，採取“轻徭薄赋”、“与民休息”的政策。通常认为「文景之治」的主角是文帝与景帝，实际上，孝文竇皇后也在當時起了举足轻重的作用。
對內方面，文帝重視農業，曾多次下令勸課農桑，根據戶口比例設置三老、孝悌、力田若干人員，並給予他們賞賜，以鼓勵農民生產。文帝二年（前178年）和十二年（前168年）分別兩次「除田租稅之半」，即是租率最终減為三十稅一，文帝十三年更全免田租。
文帝生活節儉，宮室內車騎衣服沒有增添，衣不曳地，帷帳不施文繡，更下詔禁止郡國貢獻奇珍異，國家開支有所節制。貴族官僚不敢奢侈無度，從而減輕人民負擔，這些都是「輕徭薄賦」的政策。
對外方面，對周邊敌国也不輕易出兵，維持和平，以免耗損國力，這就是「休養生息」的政策。
文帝去世，景帝即位，初期平定七国之乱，之後专心朝政。据说景帝樸素、仁厚、爱民。平定七国之乱後，再沒有大规模用兵，和匈奴的战争始终控制在一定规模内，对匈奴采取和亲政策。
文帝的皇后竇皇后尊崇道家，因此景帝与窦氏宗族都必须学习道家学说。景帝崇尚黃老之說，减少刑罚，减少赋税，兴修水利，提倡農業，要求重審人心不服的案子，以免冤狱发生。百姓在和平稳定的环境下创造大量财富，百姓富裕，丰衣足食，安居乐业，天下太平安乐。
随着生产日渐得到恢复和发展，出现多年未有的稳定富裕景象。史称：「京师之钱累巨万，贯朽而不可校。太仓之粟陈陈相因，充溢露积于外，至腐败不可食。」《漢書·食貨志》人民的生活水平得到大幅提升，汉王朝物质基础大大增强，是中国历史上第一个盛世。「文景之治」为后来武帝征伐匈奴奠定坚实的物质基础。